# Marian Zdziechowski
Marian Ursyn Zdziechowski (Nowosiółki birtok, Minszki kormányzóság, 1861. április 30. – Vilnius, 1938. október 5.) lengyel filozófus, nyelvész és művészettörténész, a második világháború előtt a lengyel–magyar kapcsolatok kiemelkedő alakja.
Munkáiban történelmi, irodalmi, filozófiai és regionális kérdésekkel foglalkozott. Az orosz és a magyar történelem, illetve néplélek kutatója és elismert szakértője volt. Szemben állt a fasizmus és a bolsevizmus totalizmusával, írásaiban a konzervativizmus, az európai civilizáció válságát tudatosító katasztrofizmus és a filozófiai pesszimizmus érvényesült.

## Élete
Lengyel földbirtokos családba született. Alsóbb fokú iskoláját Minszkben végezte 1873-1879 között. A Szentpétervári Egyetemen és a Tartui Egyetemen 1879-től 1883-ig ruszisztikát és szláv nyelvészetet hallgatott, majd Grazban, Zágrábban és Genfben általános irodalomtörténetet és szlavisztikát. A diploma megszerzése után szentpétervári lapoknál helyezkedett el újságíróként. 1887-ben megházasodott, 1888-ban pedig Krakkóba költözött, amely akkoriban az Osztrák–Magyar Monarchia része volt Lengyelország egy évszázaddal korábbi három felosztása miatt.
Doktori disszertációját Messianisták és szlavofilok címmel 1889-ben Stanisław Tarnowskinál védte meg, aki nem csak krakkói tudós, egyetemi vezető, de a galíciai konzervatív politikusok egyik vezéralakja is volt. Ugyanebben az évben docensi kinevezést kapott a krakkói Jagelló Egyetemen. 1894-ben habilitált, 1899-ben rendkívüli, majd 1908-ban nyilvános rendes egyetemi tanári kinevezést nyert. Egyetemi előadásai legendásak voltak, a diákokon kívül a városi polgárok is nagy számban látogatták.
1901-ben társalapítója volt a „Szláv Klub”-nak és a Świat Słowiański (Szláv Világ) című folyóiratnak, 1902-ben tagja a krakkói Tudományos Akadémiának. 1914-ben nem hosszabbították meg a Monarchiába szóló vízumát, ami megakadályozta a további munkavégzését Krakkóban. Visszatért Oroszországba a családi birtokra, és az első világháború éveit Minszkben, Moszkvában és Szentpéterváron töltötte. 1917-ben Aleksander Lednicki lengyel származású moszkvai ügyvéd és politikus közbenjárására meghívást kapott a Londoni Egyetemre, de ezt nem fogadta el. Nem sokkal később a vörösterror idején rokonságának jó részét kiirtották.
Élesen tiltakozott, amikor 1920 júliusában, a lengyel-bolsevik háború idején Csehszlovákia megakadályozta, hogy területén át Magyarország katonákat és hadianyagot szállítson hadisegélyként a Vörös Hadsereg által körülzárt Varsónak.
1919-ben a Vilniusi Egyetem professzora lett, ahol európai irodalmat adott elő. Később a bölcsészkar dékánjának, 1925 és 1927 között pedig az egyetem rektorának választották. Az egyetemet 1579-ben Báthory István alapította, újraindítását 1918-ban Józef Piłsudski rendelte el. Ezen az egyetemen is számos kiváló hallgatója volt, többek között Paweł Jasienica és Czesław Miłosz írók, esszéisták. 1932-ig tanított itt, közben több politikai, tudományos és irodalmi körnek is tagja volt.
Bár szimpatizált Piłsudski politikájával, 1927-ben kiállt a májusi puccs után bebörtönzött tábornokokért, köztük Tadeusz Rozwadowskiért, aki 1920-ban a győztes varsói csata megtervezője volt.
Tagja volt a Varsói Tudományos Társaságnak és a Magyar Tudományos Akadémiának, s díszdoktor a vilniusi, a Dorpati és a Szegedi Egyetemeken. 1936-ban Lengyelország Újjászületése érdemrenddel tüntették ki. Tagja volt a lengyel–magyar kapcsolatok ápolását célul tűző Magyar Mickiewicz Társaságnak is.
Utolsó éveiben Vilniusban élt, nyaranta pedig egy közeli faluban, Suderwában, ahol nyaralója volt. Felesége 1936-ban, 95 éves édesanyja 1937-ben hunyt el. Egyik fia öngyilkos lett az első világháború idején. Másik fia, Ksawery valószínűleg az Urál északi részén akkor halt meg, amikor 1941-ben a gulag felé hurcolták. Testvérét, Kazimierz Zdziechowski (1878–1942) földbirtokost, írót és publicistát augusztus 4-én az auschwitzi koncentrációs táborban kivégezték. Ő 1938-ban hunyt el, felesége mellett, a vilniusi Antokoli temetőben helyezték örök nyugovóra.
1989 után a lengyel irodalomtörténet-, filozófia- és történettudomány újra felfedezte magának, és több művét ismételten is kiadták.

## Munkássága

### Oroszország
Egyik fő kutatási témája az orosz irodalom és néplélek volt. Személyes kapcsolatban állt a Trubeckoj hercegekkel: Nyikolaj Szergejevics nyelvésszel, Jevgenyij Nyikolajevics filozófussal, valamint a harmadik testvérrel, Grigorij Nyikolajevics író-diplomatával. Személyes ismerőse volt Nyikolaj Arszenyjev, Szergej Bulgakov, Mihail Arcibasev, Dmitrij Merezskovszkij és Nyikolaj Bergyajev is. Lev Tolsztojnál többször is járt Jasznaja Poljanában. Élete során számos könyvet írt az oroszokról és Oroszországról.

### Filozófia
Konzervatív gondolkodó volt. A 20. század elejének új eszméi nagy hatással voltak rá. Úgy vélte, hogy a fasizmus és a bolsevizmus alapjaiban ássa alá az európai kultúrát és civilizációt, mivel a legalacsonyabb emberi ösztönökre és szenvedélyekre építenek. Az első világháború és a bolsevik forradalom pusztításai után filozófiai szkepticizmus és pesszimizmus alapján festette le jövőképét, amelyet az erkölcsi és társadalmi rend állandó hanyatlása jellemez. Nagy hatással volt rá Schopenhauer (a rossz nem legyőzhető, a történelem értelmetlen), Jacob Burckhardt (a kultúra válságban van), valamint Friedrich Nietzsche (az európai kultúra hanyatlik).
Úgy értékelte, hogy a kommunizmus nem a kapitalizmussal, hanem Istennel veszi fel a harcot, s nem az ellenforradalom, hanem a lélek halhatatlansága dühíti. Mindez az európai kultúrában úgy jelentkezik, hogy folyamatosan gyengül a szellemiség és nő a barbarizmus, amely már a reneszánsz humanizmusával kezdetét vette, és amelynek terméke az orosz bolsevizmus. Véleménye szerint Európa megmentője a gyökerekhez való visszatérés lehet, ami a keresztény értékrend feltámasztását jelenti. Sokszor idézett Gustave Le Bon írásaiból.

### Magyarország
Fiatal korában megtanult magyarul is, Jókai Mórt eredetiben olvasta. Sokat foglalkozott Magyarországgal és a magyar nemzettel, több önálló írást, könyvet szentelt a témának. Úgy látta, hogy a magyarokban tudatosult a keresztény vallás jelentősége, ami ellenállt a politikai és erkölcsi nihilizmusnak, és a szellemi nagyság megalapozója is egyben. Messianisztikus nézeteiben szellemi rokonai Heller István vallás- és közoktatásügyi miniszter[forrás?], valamint Kornis Gyula filozófus, az Országgyűlés elnöke voltak.
Azt tartotta, hogy a keresztény állam megteremtésével és fenntartásával Magyarország küldetést teljesít, s a történelemben többször is sikerrel szerepelt Európa védőbástyájaként. Érthetetlennek nevezte, hogy az I. világháború után az európai liberális nagyhatalmak miért fordultak szembe vele, holott megállította a Tanácsköztársaság forradalmát, s hadi szállításokkal 1920-ban a lengyeleket is segítette, akik így képesek voltak feltartóztatni a Berlint és Bécset is elfoglalni szándékozó Vörös Hadsereget. Megállapította, hogy bár a katolicizmussal és a nemzeti erőkkel szemben fellépő európai és USA kormányok végeredményben elárulták Magyarországot a békekonferencián, ám az mégsem lett hűtlen az európai eszmékhez. Clemenceau-t antiklerikálisnak és félig kommunistának, Orlandót szabadkőművesnek, Lloyd George-ot álpuritánnak nevezte, Wilsonról pedig megjegyezte, hogy politikusként nem több, mint a Monarchia ellensége.
Magyarországról írott műveinek némelyikét saját kiadásban, illetve német vagy francia nyelven is megjelentette. Fontosabb Magyarországgal kapcsolatos írásai: Petőfi és hazája, Széchenyi István, Prohászka Ottokár, Apponyi, A magyar-lengyel viszony, Kik a magyarok?, Franciaország, Magyarország és Lengyelország.
1918 utáni írásaiban többször is foglalkozott a magyar–lengyel államszövetség tervével. A magyar tragédia és a lengyel politika (lengyelül: Tragedia Węgier a polityka polska) című írását saját kiadásban adta ki 1920-ban Krakkóban, s 1921 körül franciául is megjelentette „La Tragédie de la Hongrie et la politique Polonaise” címmel. 1973-ban a művet újra megjelentették.
A Keresztül-kasul Magyarországon című műve többek közt Trianonnal foglalkozik és 1933-ban jelent meg először, majd 2001-ben és 2012-ben reprint kiadásban is.
1937-ben Vilniusban publikálta a Magyarország és Lengyelország a történelem fordulópontján című esszéjét, mely később németül is kiadásra került.

## Fontosabb művei
- Byron és kora. 2 köt. Krakkó, 1894 és 1897
- A szláv nemzetek lélektanából. Krakkó, 1888
- Pestis perniciosissima. Varsó, 1905
- Oroszország alapvető problémái. Irodalmi-politikai vázlatok. Bécs–Lipcse, 1907
- Újabb vázlatok a szláv nemzetek lélektanából Lemberg (Lwów), 1912
- Tanulmányok a lengyel irodalom és filozófia terén. Krakkó, 1912
- Mickiewicz messiási hivatása és a jelenkori vallásos szellem (francia nyelven.) Lugano, 1914
- A pesszimizmus, romanticizmus és kereszténység alapjai. 2 köt. Krakkó, 1915
- A munka dicsőítése: gondolatok Stanisław Brzozowski írásairól. 1916
- Orosz hatások a lengyel szellemiségre. 1920
- Európa, Oroszország, Ázsia. Politikai-irodalmi vázlatok. Vilnius, 1923
- Reneszánsz és forradalom. Vilnius, 1925
- Szemben a végzettel. Vilnius, 1937
- A jövő rémképe. 1939 (posztumusz)

## Emlékezete
- Sudervė-ben utcát és egy általános iskolát neveztek el róla. Az iskolában kis emlékszobát rendeztek be a tárgyaival.
- 2009. október 23-án emléktáblát avattak a tiszteletére a Jagelló Egyetemen, a Collegium Novum épületében.

## Fordítás
- Ez a szócikk részben vagy egészben a Marian Zdziechowski című lengyel Wikipédia-szócikk ezen változatának fordításán alapul.  Az eredeti cikk szerkesztőit annak laptörténete sorolja fel. Ez a jelzés csupán a megfogalmazás eredetét és a szerzői jogokat jelzi, nem szolgál a cikkben szereplő információk forrásmegjelöléseként.

## Külső hivatkozások
- Balogh Magdolna: Lengyel kasszandra a két háború között. Marian Zdziechowski (1861-1938) ligetmuhely.com
- Tischler Csilla – Tischler János: Magyarok és lengyelek a XX. század történelmi fordulópontjain, 1918–1981 – egy barátság szemszögéből. Kortárs Online, 2007. december kortarsonline.hu
- Czesław Miłosz: Zdziechowski vallásossága. Nagyvilág, 2009. (54. évf., 5. szám) 462-476.

## További irodalom
- Nagy Zsombor: Marian Zdziechowski és Magyarország. Hitel. 1994/7. 71-76. o.
- Sz. Csorba Tibor: Marjan Zdziechowski, 1861–1938; s.n., Pannonhalma, 1938 (A Pannonhalmi Szemle könyvtára)